# Славськ (Росія)
Гайнріхсвальде або Єндрихове (нім. Heinrichswalde, лит. Gastos, пол. Jędrzychowo), з 1946 Славськ (рос. Славск) — місто в Калінінградській області  Росії, адміністративний центр Славського району і Славського міського поселення.
Розташоване на Приморській низовині, за 120 км на північний схід від Калінінграда. Залізнична станція Славськ-Новий на лінії Калінінград — Совєтськ, за 16 км від Совєтська, де знаходиться пропускний пункт в Литву.

## Історія
Засноване в 1292 році, як селище Хайнріхсвальде — «ліс Генріха».
З 1818 року — адміністративний центр округу Ельхнідерунг.
З 1890 року — кліматичний курорт.
У 1891 році Хайнріхсвальд з'єднано залізницею з Кенігсбергом і Тільзітом.
У 1935 році було побудовано відкритий басейн з мінеральною водою (мінеральні води курорту до 1945 року поставлялися в Дрезден). Басейн після реконструкції функціює донині та є єдиним в Калінінградській області відкритим мінеральним джерелом.
У 1939 році Хайнріхсвальде з населенням в 3 500 осіб отримав статус міста.
У ході Другої світової війни 20 січня 1945 рік Хайнріхсвальд було окуповано радянськими військами. З 1945 року у складі СРСР (РРФСР). 7 вересня 1946 рік Хайнріхсвальде було перейменовано на Славськ «на честь славної перемоги над ворогом».
12 вересня 1948 рік відкрився Славський сирзавод.